# 치카마우가 전투

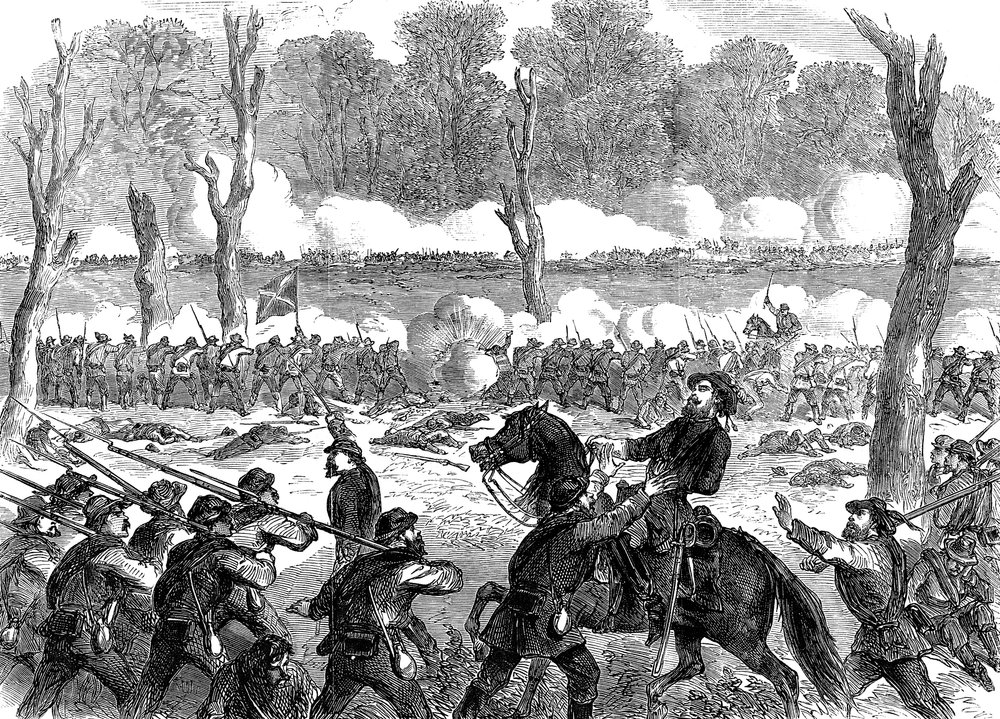

치카마우가 전투(Battle of Chickamauga)는 1863년 9월 18일부터 20일까지 미국 남북 전쟁에서 미국 육군과 남군 사이에 벌어진 전투로, 테네시주 남동부와 조지아주 북서부에서 진행된 미 육군의 공세인 치카마우가 전역의 종식을 의미했다. 이 전투는 조지아에서 벌어진 전쟁의 첫 번째 주요 전투였으며 서부 전역에서 미국의 가장 큰 패배였으며 게티즈버그 전투 다음으로 두 번째로 많은 사상자가 발생했다.
이 전투는 윌리엄 로즈크랜스(William Rosecrans) 소장이 지휘하는 컴벌랜드 미 육군과 브랙스턴 브래그(Braxton Bragg) 장군이 지휘하는 테네시 남부군 사이에 벌어졌으며, 치카마우가 강(Chickamauga Creek)의 이름을 따서 명명되었다. 웨스트 치카마우가 크릭(West Chickamauga Creek)은 조지아 북서부의 전투 지역과 공원 근처에서 굽이굽이 흐르며 남동쪽 경계를 형성한다. (사우스 치카마우가 강은 궁극적으로 채터누가 시내에서 북동쪽으로 약 5.6km 떨어진 테네시 강으로 흘러간다.)
성공적인 툴라호마 전역 이후 로즈크랜스는 남부군을 채터누가에서 몰아내는 것을 목표로 공격을 재개했다. 9월 초, 로즈크랜스는 테네시와 조지아에 흩어져 있던 군대를 집결시키고 브래그의 군대를 채터누가에서 몰아내 남쪽으로 향하게 했다. 연합군은 그것을 따라가서 데이비스 크로스 로드에서 그것을 닦았다. 브래그는 채터누가를 다시 점령하기로 결심하고 로즈크랜스 군대의 일부를 만나 패배시킨 다음 도시로 돌아오기로 결정했다. 9월 17일 그는 고립된 21군단을 공격할 의도로 북쪽으로 향했다. 브래그가 9월 18일 북쪽으로 진군할 때 그의 기병과 보병은 스펜서 연발 소총으로 무장한 북군 기병 및 기마 보병과 싸웠다. 두 군대는 알렉산더 다리와 리드 다리에서 싸웠고, 남부군은 웨스트 치카마우가 크릭을 건너려고 했다.
9월 19일 아침부터 본격적인 전투가 시작되었다. 브래그 부대는 강력한 공격을 가했으나 미군 전선을 무너뜨리지 못했다. 다음날 브래그는 공격을 재개했다. 늦은 아침, 로즈크랜스는 자신의 라인에 공백이 있다는 잘못된 정보를 받았다. 예상되는 격차를 메우기 위해 부대를 이동시키는 과정에서 로즈크랜스는 실수로 북버지니아군에서 분리된 남부군 제임스 롱스트리트 중장의 좁은 전선에 대한 8개 여단의 공격 경로에 직접적으로 실제 격차를 만들었다. 결과적으로 대패한 롱스트리트의 공격으로 로즈크랜스 자신을 포함한 미군 병력의 1/3이 현장에서 쫓겨났다.
미 육군 부대는 자발적으로 집결하여 호스슈 리지("Snodgrass Hill")에 방어선을 구축하고, 남은 병력을 총괄 지휘하는 조지 H. 토마스 소장이 이끄는 전선의 새로운 우익을 형성했다. 남군은 비용이 많이 들고 단호한 공격을 시작했지만 토마스와 그의 부하들은 황혼까지 버텼다. 그 후 연합군은 채터누가로 퇴각했고, 남부군은 주변 고지를 점령하여 도시를 포위했다.